# Храм Вознесения Господня на Ворбасе
Хра́м Вознесе́ния Госпо́дня на Во́рбасе — недействующий православный храм в Шенкурском районе Архангельской области, вблизи впадения ручья Ворбас в реку Ледь.

## История
Строительство каменного двухэтажного пятиглавого храма с пристроенной колокольней храма велось с 1826 по 1850 год по плану архитектора Агеева, составленным им в 1725 году. В 1828 году был освящён главный Покровский престол на нижнем этаже, в 1850 году — предельный Петропавловский и главный Вознесенский престол на верхнем этаже храма. Позднее, помимо Покровского престола, в трапезе на нижнем этаже был устроен предельный Никольский храм. В 1884 году вокруг храма была возведена ограда, состоящая из каменных столбов с железной решёткой.

## Фотографии

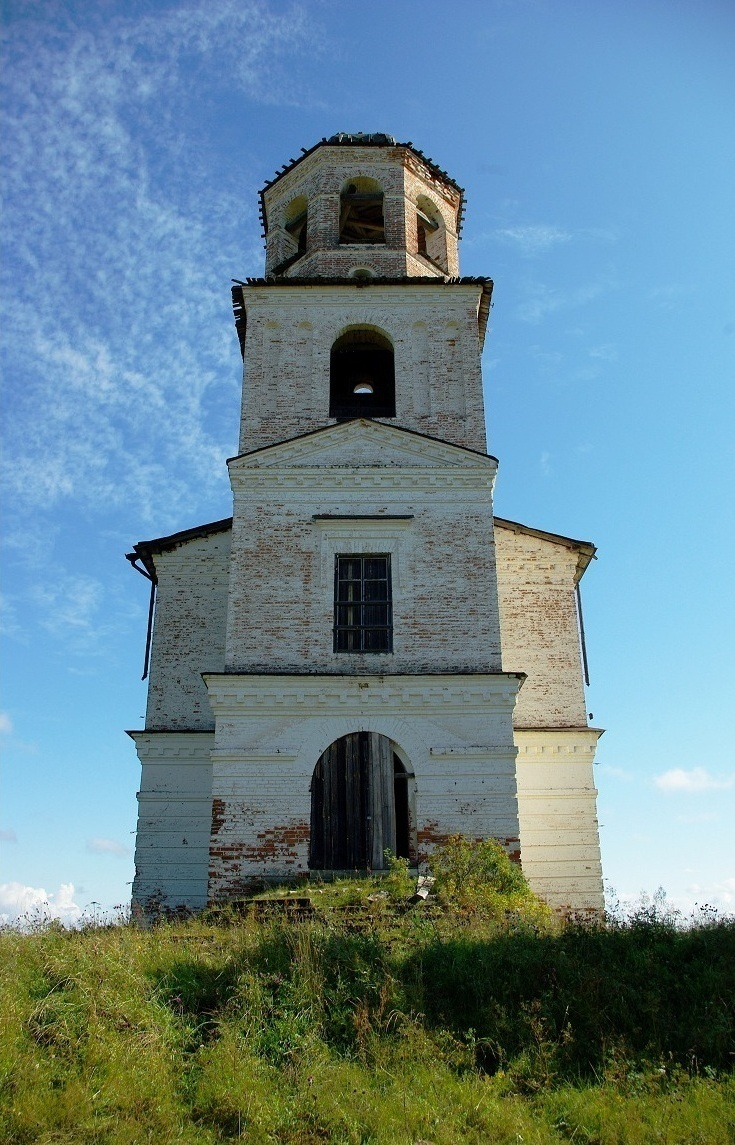
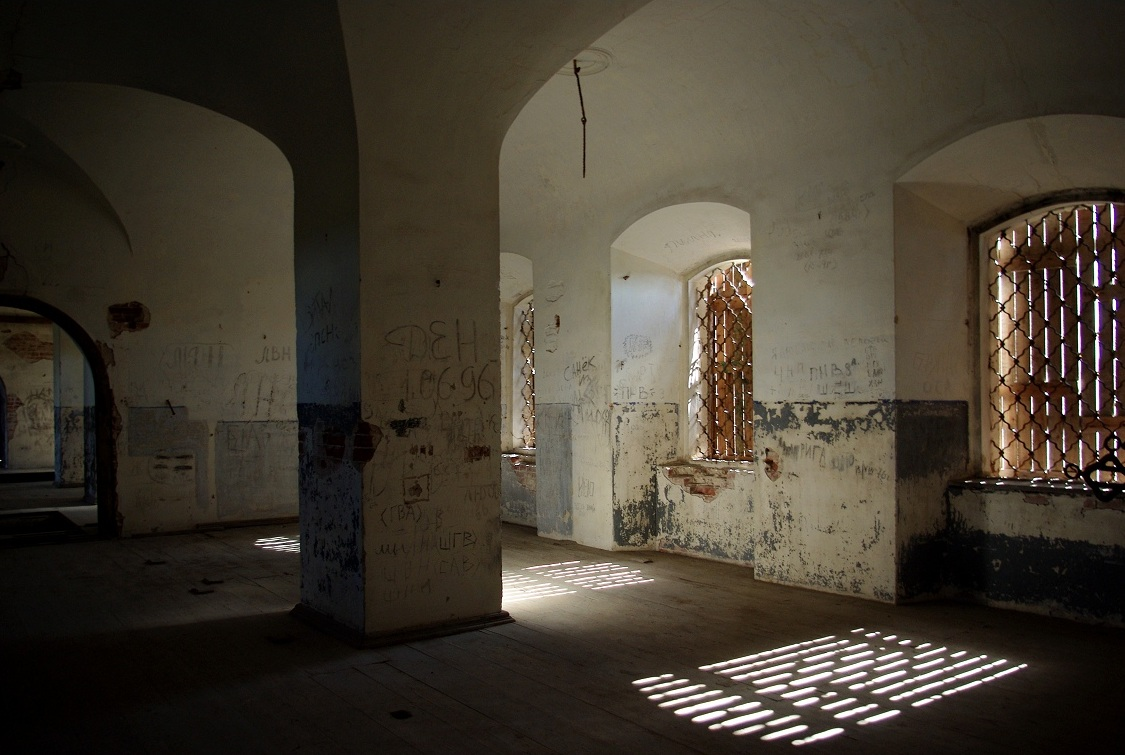
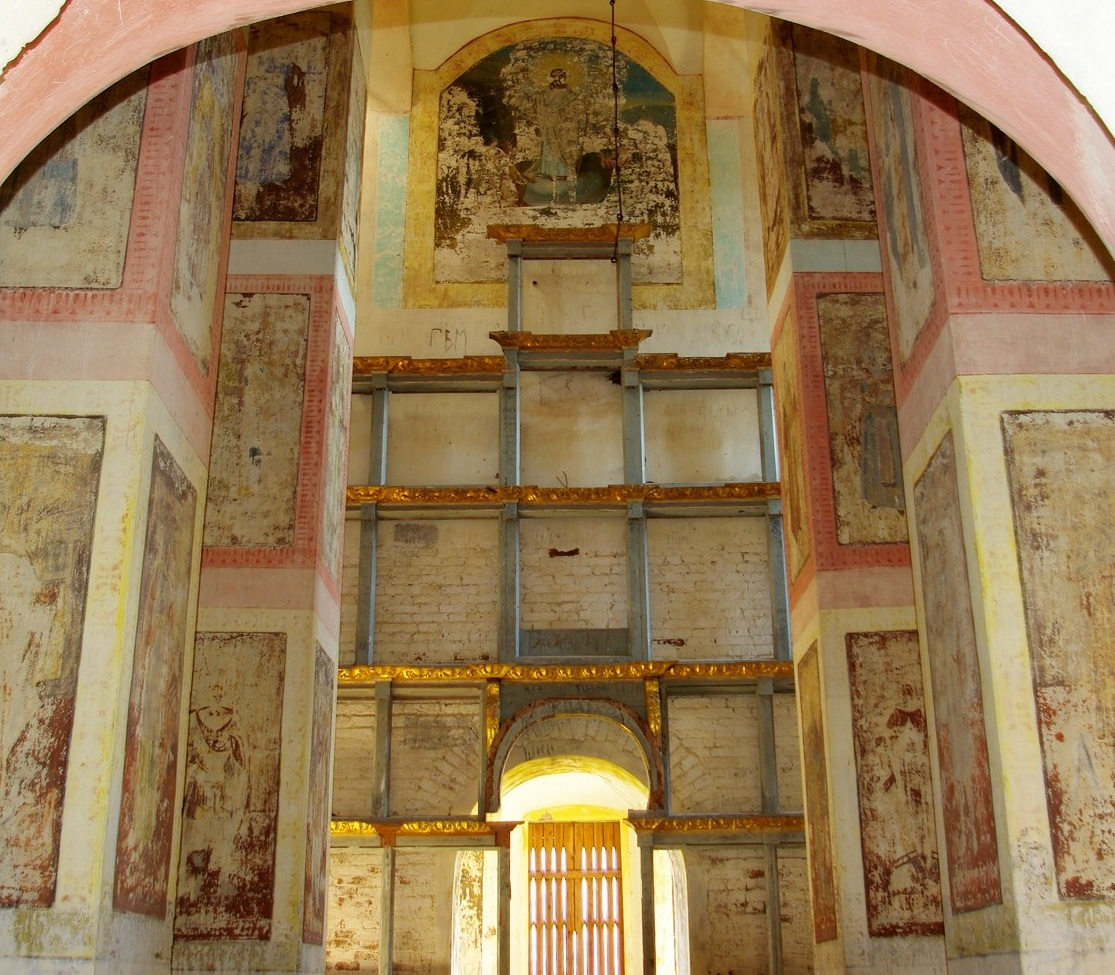